# فدوی الجندی
فدوی الجندی (متولد ۱۹۴۱) یک انسان‌شناس مصری-آمریکایی و استاد سابق مردم‌شناسی در دانشگاه قطر است. او نویسنده چندین کتاب از جمله کتاب حجاب: فروتنی، حریم خصوصی، مقاومت است که در آن توضیح می‌دهد چگونه حجاب ابتدا در ایران باستان شروع شد و بعدها در بین مسلمانان رواج پیدا کرد.

## زندگی
او در مصر متولد شد. پس از فارغ‌التحصیلی در سال ۱۹۶۰ با لیسانس علوم سیاسی از دانشگاه آمریکایی قاهره در سال ۱۹۷۲ دکترای انسان‌شناسی را از دانشگاه تگزاس در آستین به دست آورد. از سال ۱۹۷۲ تا ۱۹۸۱ استاد کمکی در دانشگاه کالیفرنیای جنوبی و از سال ۱۹۸۲ تا ۲۰۰۴ به عنوان استادیار انسان‌شناسی در دانشگاه کالیفرنیا، لس آنجلس بود. در سال ۲۰۰۶ استاد دانشگاه قطر شد، جایی که از سال ۲۰۰۷ تا ۲۰۱۰ به عنوان رئیس گروه خدمات اجتماعی خدمت کرد. او در هیئت تحریریه روش‌های زمینه ژورنال و در هیئت مشاوره بین‌المللی علائم: مجله زنان در فرهنگ و جامعه بود.

## آثار
- اسطوره آیین: مردم نگاری بومی از آیین‌های زاپوتک. توسان، آریزونا: دانشگاه آریزونا پرس، ۱۹۸۶.
- حجاب: فروتنی، حریم خصوصی، مقاومت. انتشارات برگ. ۱۹۹۹.
- انسان‌شناسی بصری: روش و نظریه اساسی. Altamira Press , Walnut Creek، کالیفرنیا، ۲۰۰۴.
- تا نماز ظهر. ناشران برگ. ۲۰۰۸
- 'کشف حجاب و اخلاق اسلامی مصر'. مشکلات اجتماعی ۲8 (4): ۴۶۵–۴۸5 (1981).
- 'از ادراک تا انسان‌شناسی بصری'. در کتابچه راهنمای روشهای انسان‌شناسی فرهنگی. H. راسل برنارد، سردبیر. Altamira Press ، انتشارات SAGE، ۴۵۹–۵۱۱، ۱۹۹۸.